# Varesse
Varesse este o comună din Regiunea Adrar, Mauritania.